# Білинщина
Білинщина (Білінщина, рос. Беленщина) — колишній хутір у Новочарторійській волості Новоград-Волинського і Полонського повітів Волинської губернії та Старочорторийській сільській раді Любарського району Житомирської і Бердичівської округ.

## Населення
Станом на 1923 рік в хуторі налічувалося 12 осіб та 2 двори.
Відповідно до перепису населення СРСР 17 грудня 1926 року, чисельність населення становила 54 особи, з них 22 чоловіків та 32 жінки; за національністю — 50 українців та 4 поляки. Кількість домогосподарств — 10, з них, несільського типу — 1.

## Історія
Заснований у 1746 році, входив до складу Ново-Чарторійської волості Новоград-Волинського повіту Волинської губернії. В березні 1921 року, в складі волості, увійшов до новоствореного Полонського повіту Волинської губернії. У 1923 році хутір включено до складу новоствореної Старочорторийської сільської ради, котра, від 7 березня 1923 року, стала частиною новоутвореного Любарського району Житомирської округи. Розміщувався за 8 верст від районного центру, міст. Любар, та 3 версти від центру сільської ради, с. Стара Чортория.
17 червня 1925 року Любарський район передано до складу Бердичівської округи. Станом на 17 грудня 1926 року хутір перебував у підпорядкуванні Старо-Чарторійської (Старочорторийської) сільської ради Любарського району Бердичівської округи. Відстань до центру сільської ради, с. Старо-Чарторія (Стара Чортория) — 2 версти, до районного центру, міст. Любар — 7 верст, до окружного центру, міста Бердичів — 67 верст, до найближчої залізничної станції (Печанівка) — 16 верст.
Знятий з обліку населених пунктів до 1 жовтня 1941 року.